# معبد بيت الوالي

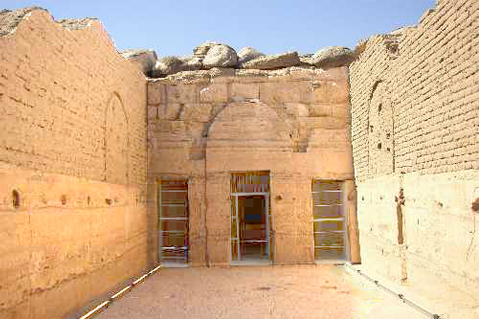
معبد بيت الوالي

معبد بيت الوالي معبد يقع بالنوبة القديمة على بعد 55 م جنوب أسوان، ويعتبر أقدم معابد الملك رمسيس الثاني في النوبة السفلى وكان مكرسا للأله آمون والإله خنوم وعنقت، والمعبد تم نقله عام 1960م خلال بناء السد العالي حيث نقل إلى موقع أعلى من موقعه القديم قرب معبد كلابشة جنوب السد العالي وتم نقله بواسطة آثاريين بولنديين وبتمويل من المعهد السويسري ومعهد شيكاغو.

## وصف المعبد

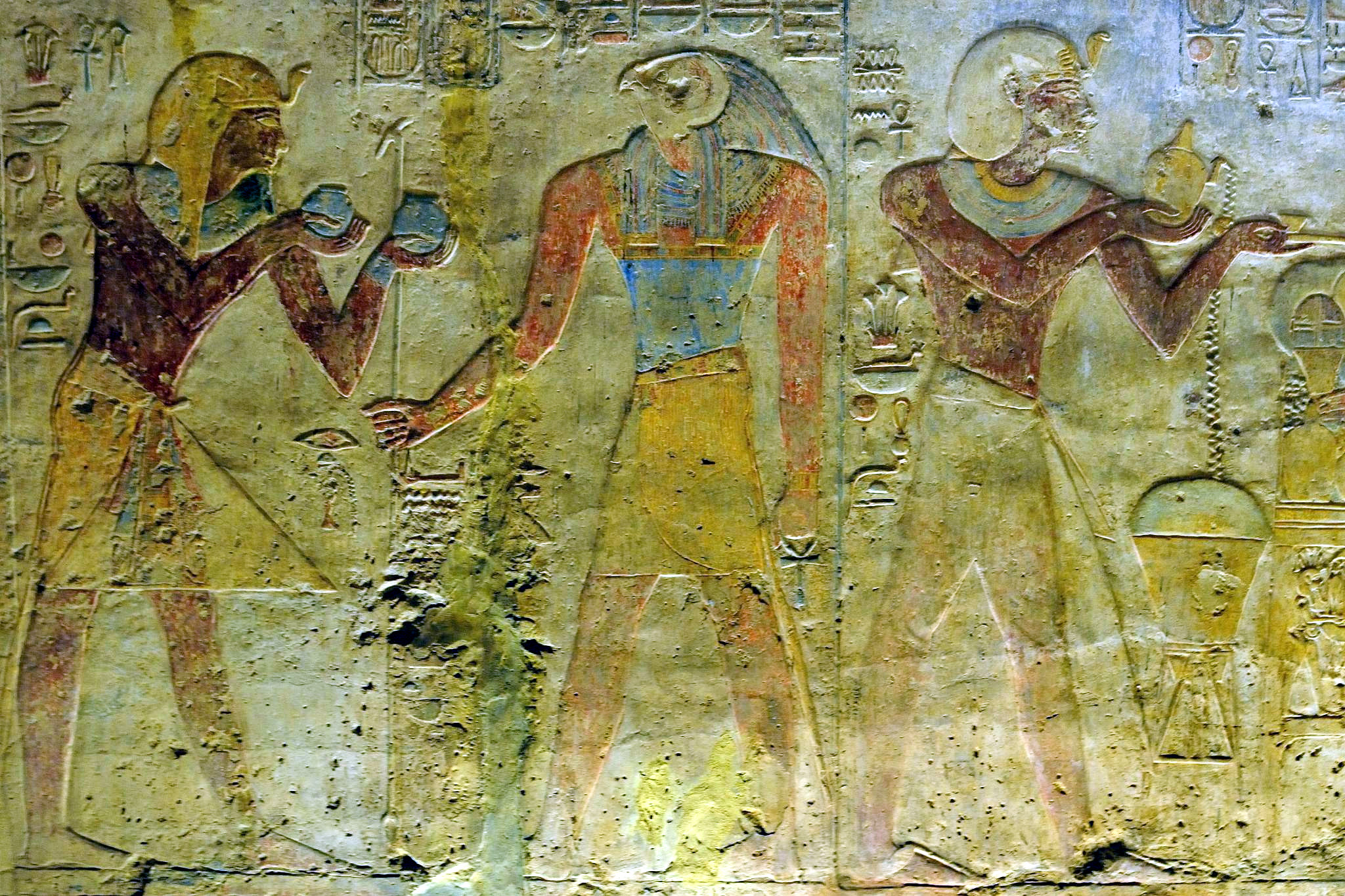
رمسيس الثاني يقدم قرباناً للإله حورس

معبد بيت الوالي معبد منحوت في الصخر، وهو واحد من مجموعة معابد قام رمسيس الثاني ببنائها في منطقة النوبة القديمة كدليل على سيطرته ونفوذه في هذه المنطقة، وتعود تسميته الحالية إلى ناسك مسيحي.
ما زالت توجد نقوش واضحة ولكن للأسف النقوش الأكثر أهمية قد زالت ألوانها، بالقرب من منتصف الحائط الجنوبي توجد نقوش تصور رمسيس الثاني وهو يستعد للحشد للقيام بحرب ضد النوبيين